# Црква Светог Јустина Философа у Рибарици
Црква Светог Јустина Философа у Рибарици, насељеном месту на територији града Лознице, подигнута је 2002. године и припада Епархији шабачкој Српске православне цркве.
Градња цркве је започета постављањем темеља 17. новембра 2000. године и завршена 2002. године добротворним средстивма мештана села Рибарице.